# Florida Federal Open 1980
Florida Federal Open 1980 — жіночий тенісний турнір, що проходив на відкритих кортах з твердим покриттям East Lake Woodlands Racquet Club у Тампі (США). Належав до категорії AAA циклу Colgate Series в рамках Туру WTA 1980. Турнір відбувся увосьме і тривав з 10 листопада до 16 листопада 1980 року. Друга сіяна Андреа Джегер здобула титул в одиночному розряді й отримала за це 22 тис. доларів США після того, як перша сіяна Трейсі Остін знялись перед фіналом через травму лівого підколінного сухожилля.

## Фінальна частина

### Одиночний розряд
Андреа Джегер —  Трейсі Остін без гри
- Для Джегер це був 4-й титул в одиночному розряді за сезон і за кар'єру.

### Парний розряд
Розмарі Казалс /  Кенді Рейнолдс —  Енн Сміт /  Пола Сміт 7–6, 7–5

## Розподіл призових грошей
| Дисципліна       | П       | F       | ПФ     | ЧФ     | 1/8    | 1/16 | 1/32 |
| Одиночний розряд | $22,000 | $11,000 | $5,875 | $2,800 | $1,400 | $700 | $350 |